# Pontonema valviferum
Pontonema valviferum är en rundmaskart som beskrevs av Benjamin G. Chitwood 1951. Pontonema valviferum ingår i släktet Pontonema och familjen Oncholaimidae. Inga underarter finns listade i Catalogue of Life.